# 붙임표

붙임표(붙임標, -) 또는 하이픈(hyphen)은 문장 부호이다. 낱말을 합치거나 음절을 나눌 때 쓰인다.
아래와 같이 로마자를 사용하는 언어권에서는 종이를 효율적으로 쓰기 위해 한 줄에 단어를 다 쓰지 못해 다음 줄에 이어쓸 때 이전 행의 마지막 음절 뒤에 하이픈을 붙여 사용하기도 한다.
| 하이픈이 빠졌을 때                                                    |  | 하이픈을 넣었을 때                                                      |
| We, therefore, the representatives of the United States of America... |  | We, therefore, the represen- tatives of the United States of America... |

또 많은 영어 사전에서는 가운뎃점(·)이나 하이픈을 넣어 음절을 나눠 학습자에게 발음을 소개하거나(예: syl-lab-i-fi-ca-tion), 날짜(예: 2025-07-28), 전화번호, 스포츠 경기 점수를 표시할 때도 사용한다.

## 사용
- 전화번호 등을 표시할 때 사용하기도 한다. 아래는 예시이다.

1. 02-1234-5678
2. 010-1234-5678

## 유니코드
유니코드에서는 대시와 음수 기호 등을 구별하기 위해 여러 개의 하이픈 문자가 있다:
- U+2010 ‐ 하이픈 (HTML: &#8208;)
- U+002D - 하이픈 마이너스 (HTML: &#45;)[1]
- U+00AD  줄바꿈 하이픈 (HTML: &#173; &shy;)
- U+2011 ‑ 단어 잘림 방지 하이픈[2] (HTML: &#8209;)
- U+2043 ⁃ 하이픈 불릿 (HTML: &#8259;)

비 라틴어 계열:
- U+058A ֊ 아르메니아어 하이픈 (HTML: &#1418;)

## 같이 보기
- 하이픈 전쟁
- ENHYPEN